# Sam Vokes
Samuel Michael Vokes (Southampton, 1989. október 21. –) angol születésű walesi válogatott labdarúgó, a Wycombe Wanderers játékosa.

## Sikerei, díjai
- Wolverhampton Wanderers
  - Angol másodosztály: 2008–09